# Ліски (община Виниця)
Ліски (мак. Лески) — село у Північній Македонії, яке входить до общини Виниця, що в Східному регіоні країни.
Громада складається з — 579 осіб (перепис 2002) і всі македонці. Село розкинулося в передгірській місцевості (середні висоти — 540 метрів) у підніжжі гірського пасма Плачковиця.